# 22. мај
22. мај (22.5.) је 142. дан године по грегоријанском календару (143. у преступној години). До краја године има још 223 дана.

## Догађаји
- 1455 — Битком код Сент Олбанса у Енглеској почео тридесетгодишњи „Рат двеју ружа“, сукоб династија Ланкастер и Јорк.
- 1809 — Звршена Битка код Ашперна између француске и аустријске војске. Ова битка је једна од највећих битака Наполеонових ратова, а завршена је победом Аустрије.
- 1833 — У Чилеу усвојен Устав којим је дата већа власт председнику, а римокатоличка вера проглашена државном.
- 1914 — Велика Британија од Англо-персијске нафтне компаније преузела контролу над нафтним изворима у Персијском заливу.
- 1915 — У најтежој железничкој несрећи у Великој Британији, у судару два воза у Шкотској, погинуло 227 људи.
- 1918 — Немачки авиони бомбардовали Париз у Првом светском рату.
- 1939 — Јоахим фон Рибентроп и Галеацо Ћано су потписали „Челични пакт“ о десетогодишњем војном и политичком савезу Немачке и Италије.
- 1943 — У Москви саопштено да је распуштена Комунистичка интернационала. Сматра се да је то био Стаљинов гест добре воље према западним савезницима у Другом светском рату.
- 1960 — У Чилеу се догодио најснажнији икад забележени земљотрес, магнитуде 9,5 степени Рихтерове скале.
- 1969 — Лунарни модул Апола 10 је пролетео 16 km од површине Месеца.
- 1972 —
  - Председник САД Ричард Никсон срео се у Москви с председником Врховног совјета СССР Леонидом Брежњевом, као први председник САД који је посетио Совјетски Савез.
  - Цејлон постао република у оквиру Британског Комонвелта, под називом Шри Ланка.
- 1975 — Родезија искључена са Олимпијских игара због расистичке политике владајућег режима.
- 1985 — У експлозији аутомобила-бомбе у једном предграђу Бејрута погинуло 60, повређено 190 људи.
- 1989 — Индија испробала своју прву ракету „земља-земља“ средњег домета.
- 1990 — Северни и Јужни Јемен су се ујединили у Републику Јемен.
- 1990 — Мајкрософт је објавио оперативни систем Windows 3.0.
- 1992 — Генерална скупштина Уједињених нација у пуноправно чланство примила три бивше југословенске републике Словенију, Хрватску и Босну и Херцеговину. Истог дана у Сарајеву постигнут споразум представника ЈНА и Председништва БиХ о мирном повлачењу војника и питомаца, држављана Југославије, из војних касарни у Сарајеву и Пазарићу.
- 1994 — Побуњеници у грађанском рату у Руанди заузели међународни аеродром у Кигалију и кључну касарну владиних снага, отклонивши највећу препреку у походу на главни град.
- 1997 —
  - Пола милиона Пољака похрлило да види свог земљака, Папу Јована II, током његове десетосатне посете тој земљи.
  - Председник Русије Борис Јељцин сменио министра одбране и неколико генерала пошто су одбили да смање буџет и изврше реорганизацију војске.
- 1998 — Гласачи у Северној Ирској изгласали мировни уговор којим је окончана двадесетогодишња борба протестаната и католика. За уставне промене гласало близу 95% гласача.
- 1999 — У највећем таласу избеглица са Косова и Метохије око 7.700 Албанаца прешло у Македонију.
- 2000 — Израелске судије обориле закон који је бранио женама да се моле испред арабески Тора на Западном зиду, јеврејском свештеном месту.
- 2001 — Скупштина Француске одобрила контроверзан предлог закона којим би острво Корзика добило више права. Протести сепаратиста на том острву против Париза трајали 20 година.
- 2002 — Бивши члан Кју клукс клана Боби Френк Чери проглашен кривим за убиство четири младе црнкиње. Девојчице су погинуле 1963. у експлозији динамита који је он поставио у цркви у Бирмингему.
- 2003 —
  - Савет безбедности УН укинуо тринаестогодишње санкције Ираку, истовремено дајући САД и Великој Британији велика овлашћења у вођењу те земље и њене нафтне индустрије.
  - Седамдесетогодишњи Јапанац Јуићиро Миура успео да се попне на Монт Еверест и тако постао најстарији човек који се икада попео на највишу планину у свету.
- 2021 — Тероризам: У Сједињеним Америчким Државама догодила се 2 терористичка догађаја у два одвојена случаја. У пуцњави испред бара "Torch Club Bar & Grille" у граду Јангстаун у америчкој савезној држави Охајо,  убијене су 3 особе, а три су рањене. А у другом инциденту која се догодила на кућној забави у Њу Џерзију, где је било присутно више од 100 званица, убијено је 2 особе, а више од 12 је рањено.

## Рођења
- 1813 — Рихард Вагнер, немачки композитор, диригент, позоришни редитељ, есејиста и музички теоретичар. (прем. 1883)[1]
- 1859 — Артур Конан Дојл, британски писац и лекар. (прем. 1930)[2]
- 1907 — Лоренс Оливије, енглески глумац, редитељ и продуцент. (прем. 1989)[3]
- 1924 — Шарл Азнавур, француско-јерменски певач, глумац и дипломата. (прем. 2018)[4]
- 1933 — Томислав Петернек, српски фотограф. (прем. 2024)
- 1943 — Бети Вилијамс, северноирска мировна активисткиња, добитница Нобелове награде за мир (1976). (прем. 2020)[5]
- 1946 — Џорџ Бест, северноирски фудбалер. (прем. 2005)[6]
- 1946 — Петар Божовић, српски глумац.[7]
- 1951 — Божо Јанковић, босанскохерцеговачки фудбалер. (прем. 1993)[8]
- 1953 — Пол Маринер, енглески фудбалер и фудбалски тренер. (прем. 2021)[9]
- 1954 — Светислав Божић, српски композитор, универзитетски професор и академик.[10]
- 1954 — Шуџи Накамура, амерички електротехничар јапанског порекла, добитник Нобелове награде за физику (2014).[11]
- 1956 — Ал Корли, амерички глумац, певач и продуцент.[12]
- 1959 — Дејвид Блат, израелско-амерички кошаркаш и кошаркашки тренер.[13]
- 1959 — Мориси, енглески музичар.[14]
- 1969 — Карл Крејг, амерички ди-џеј и продуцент електронске музике.[15]
- 1970 — Наоми Кембел, енглески модел и глумица.[16]
- 1977 — Жан-Кристоф Перо, француски бициклиста.[17]
- 1981 — Јирген Мелцер, аустријски тенисер.[18]
- 1983 — Микаел Желабал, француски кошаркаш.[19]
- 1984 — Зоран Рендулић, српски фудбалер.[20]
- 1987 — Артуро Видал, чилеански фудбалер.[21]
- 1987 — Новак Ђоковић, српски тенисер.[22]
- 1988 — Милош Босанчић, српски фудбалер.[23]
- 1990 — Стефан Митровић, српски фудбалер.[24]
- 1995 — Кумела, српски музичар.

## Смрти
- 337 — Константин I Велики, римски цар. (рођ. отприлике 272)[25]
- 1016 — Свети Јован Владимир, владар Дукље. (рођ. 995).
- 1873 — Алесандро Манцони, италијански писац.[26]
- 1885 — Виктор Иго, француски књижевник. (рођ. 1802).[27]
- 1925 — Стеван Тодоровић, српски сликар, члан Српске краљевске академије (рођ. 1832)[28]
- 1927 — Никола Кашиковић, српски публициста, уредник и власник српског књижевног листа Босанска вила, и сакупљач српских народних умотворина. (рођ. 1861)[29]
- 1942 — Раде Кончар (рођ. 1911), секретар Комунистичке партије Хрватске, народни херој Југославије, стрељан је у Шибенику од стране италијанских окупационих власти, заједно са још 25 антифашиста
- 1942 — Стева Филиповић (рођ. 1916), учесник НОР-а, народни херој Југославије, јавно је обешен у Ваљеву од стране немачких окупационих власти
- 1944 — Војислав Илић Млађи, српски песник. (рођ. 1877)[30]
- 1970 — Бојан Ступица, режисер. (рођ. 1910).[31]
- 2016 — Велимир — Бата Живојиновић, глумац (рођ. 1933).[32]
- 2018 — Филип Рот, амерички писац (рођ. 1933).[33]

## Празници и дани сећања
- Међународни празници
  - Међународни дан биодиверзитета
- Српска православна црква слави:
  - Светог пророка Исаију
  - Свети Николај Чудотворац Мирликијски
  - Свети мученик Христифор